# Kajak
Kájak je koničast športni čoln, tog ali razstavljiv, spredaj in zadaj zaprt, z dvolistnim veslom. 
Kajak izvira s skrajnega severa. Eskimski kajak je bil narejen iz živalskih kož napetih na leseno ogrodje. Takšen kajak so eskimi uporabljali za lov. V 20. stoletju je razvoj kajaka močno napredoval. Do začetka 60. let je bil kajak še vedno sestavljen iz lesenega ogrodja čez pa je bilo napeto impregnirano platno. Ti kajaki so bili razstavljivi in zložljivi, s tem pa bolj praktični za transport. Leta 1961 so tudi v slovenskem Elanu že pričeli izdelovati kajake iz steklenih vlaken prepojenih s poliestrsko smolo. Ker so bili ti kajaki veliko bolj togi in trpežni so kmalu izpodrinili platnene kajake, še posebej med tekmovalci. Edina slaba lastnost tek kajakov je bila relativno velika teža. Tako je razvoj zamenjal steklena vlakna s kevlarjem, karbonon ali njuno mešanico. Namesto poliestrske smole pa uporabljajo epoksidno smolo. Te materiale se uporablja tudi danes v različnih razmerjih odvisno od namembnosti kajaka. 
V osemdesetih letih 20. stoletja se je začelo razvijati kajakaštvo na divjih vodah. Za tako obliko veslanja pa so bili tekmovalni kajaki prekrhki, zato so začeli izdelovati kajake iz polietilena. Hkrati pa se je začela krajšati tudi njihova dolžina, s tem pa so kajaki postali veliko bolj okretni med skalami v deroči reki. Polietilenski kajaki so danes prisotni v vseh oblikah rekreativnega kajakaštva tako po mirnih kot tudi po divjih vodah. Kajaki iz kevlarja in karbona so namenjeni skoraj izključno tekmovalnemu športu, medtem ko se leseni in platneni kajaki znajdejo le še v rokah največjih kajakaških navdušencev in zbirateljev.